# Virgil Goode

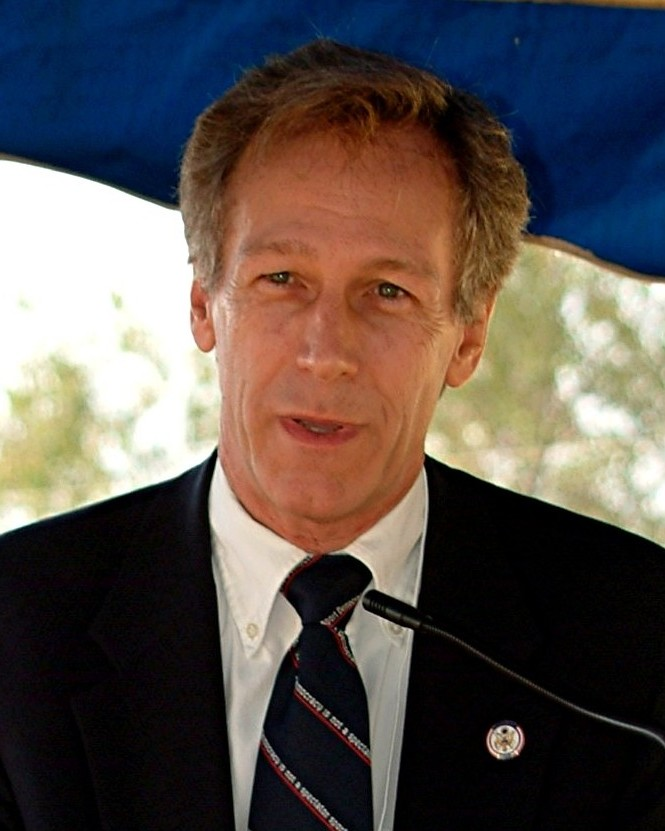
Virgil Goode

Virgil Hamlin Goode Jr. (* 17. Oktober 1946 in Richmond, Virginia) ist ein US-amerikanischer Politiker. Zwischen 1997 und 2009 vertrat er den Bundesstaat Virginia im US-Repräsentantenhaus.

## Werdegang
Virgil Goode besuchte bis 1965 die Franklin County High School in Rocky Mount. Daran schloss sich bis 1969 ein Studium an der University of Virginia in Charlottesville an. Nach einem anschließenden Jurastudium an derselben Universität und seiner 1973 erfolgten Zulassung als Rechtsanwalt begann er in diesem Beruf zu arbeiten. Zwischen 1969 und 1975 gehörte Goode auch der Nationalgarde von Virginia an. Politisch war er damals Mitglied der Demokratischen Partei. Von 1973 bis 1997 saß er im Senat von Virginia. In den Jahren 1982 und 1994 bemühte er sich erfolglos um die Nominierung seiner Partei für die Wahlen zum US-Senat.
Bei den Kongresswahlen des Jahres 1996 wurde Goode im fünften Wahlbezirk von Virginia in das US-Repräsentantenhaus in Washington, D.C. gewählt, wo er am 3. Januar 1997 die Nachfolge von Lewis F. Payne antrat. Nach fünf Wiederwahlen konnte er bis zum 3. Januar 2009 sechs Legislaturperioden im Kongress absolvieren. Im Jahr 2000 erklärte er sich für parteipolitisch unabhängig; 2002 trat er den Republikanern bei. In seine Zeit als Kongressabgeordneter fielen die Terroranschläge am 11. September 2001, der Irakkrieg und der Militäreinsatz in Afghanistan. Goode stimmte im Jahr 2002 für den Irakkrieg. Im Jahr 2008 wurde er nicht wiedergewählt. Seine Zeit im Kongress brachte ihm auch negative Schlagzeilen. So wurde er mit einem Bestechungsskandal in Verbindung gebracht. Außerdem wurde seine Wahlkampffinanzierung kritisch hinterfragt. Juristische Folgen hatten diese Vorgänge allerdings nicht.
Nach dem Ende seiner Zeit im US-Repräsentantenhaus wechselte Goode erneut seine Parteizugehörigkeit und wurde Mitglied der Constitution Party, deren Bundesvorstand er angehört. Im Jahr 2012 war er deren Präsidentschaftskandidat, konnte sich jedoch nicht gegen Barack Obama oder Mitt Romney durchsetzen. 